# Maricel Voinea
Maricel Voinea (17 marzo 1959) è un ex pallamanista rumeno.

## Palmarès

### Olimpiadi
- 2 medaglie:
  - 2 bronzi (Mosca 1980; Los Angeles 1984)

### Mondiali
- 1 medaglia:
  - 1 bronzo (Cecoslovacchia 1990)